# Liste der Kulturdenkmäler in Frankfurt-Preungesheim
In der Liste der Kulturdenkmäler in Frankfurt-Preungesheim sind alle Kulturdenkmäler im Sinne des Hessischen Denkmalschutzgesetzes in Frankfurt-Preungesheim, einem Stadtteil von Frankfurt am Main aufgelistet.
Grundlage ist die Denkmaltopographie aus dem Jahre 1994, die zuletzt 2000 durch einen Nachtragsband ergänzt wurde.

## Kulturdenkmäler in Preungesheim
| Bild            | Bezeichnung               | Lage                  | Beschreibung | Bauzeit | Objekt-Nr. |
| --------------- | ------------------------- | --------------------- | --- | ------- | ---------- |
| weitere Bilder  | Ehrenmal auf dem Friedhof | Alt-Preungesheim Lage | Das Ehrenmal ist ein klassizistischer Sandsteinobelisk mit reich skulptiertem Mittelteil auf dem Friedhof von Ph. Fink | 1871    | 155375 DDB |
| Ev. Kreuzkirche | Ev. Kreuzkirche           | Weinstraße 25 Lage    | Pfarrkirche mit romanischem Chorturm, verschiefertem Glockengeschoss und Spitzhelm. Vom mittelalterlichen Langhaus ist an der Westseite außen 2 kleine Fenster um 1100 erhalten. Umbauten 1716, 1744 und 1754. Im Inneren romanisches Taufbecken, 2 Spitzarkarden über einer Säule aus dem 14. Jahrhundert Kanzel von 1716, Wappenrelief. Ein Grabstein von 1794 ist ebenfalls geschützt. | ab 1100 | 155376 DDB |
| Pfarrhaus       | Pfarrhaus                 | Weinstraße 27 Lage    | Repräsentatives barockes Wohnhaus mit zwei Geschossen und Walmdach. | 1741    | 155377 DDB |
| Wohnhaus        | Wohnhaus                  | Weinstraße 37 Lage    | Repräsentatives neoklassizistisches Wohnhaus mit zwei Geschossen und hohem Mansarddach und Zwerchgiebel. | 1913    | 155378 DDB |

## Kulturdenkmäler auf dem Friedhof von Preungesheim
Der Ergänzungsband von Volker Rödel zur Denkmaltopographie, „Die Frankfurter Stadtteilfriedhöfe“ nennt (neben dem oben genannten Ehrenmal) sieben Grabmale auf dem Friedhof von Preungesheim, die ebenfalls unter Denkmalschutz stehen.
| Bild                                                         | Bezeichnung                                                  | Lage                                    | Beschreibung | Bauzeit | Daten |
| ------------------------------------------------------------ | ------------------------------------------------------------ | --------------------------------------- | --- | ------- | ----- |
| Familie Schneider                                            | Familie Schneider                                            | Friedhof Preungesheim, B33-34 Lage      | Stele nach Vorbild einer Ädikula aus poliertem schwarzen Granit mit zentralem Relief in Anlehnung an das Orpheusmotiv aus Galvanobronze              |         |       |
| Familie Reitz                                                | Familie Reitz                                                | Friedhof Preungesheim, B 55a Lage       | Marmorkreuz auf Sockel aus poliertem schwarzen Granit von Steinmetz J. Hössbacher                                                                    | 1913    |       |
| Familie v. Caspary-Perschbacher-Willmann-Braunreuther-Hensel | Familie v. Caspary-Perschbacher-Willmann-Braunreuther-Hensel | Friedhof Preungesheim, B/adM 1a Lage    | Übergiebelte seitlich von Voluten gestützte Wandstele aus poliertem schwarzen Granit von Steinmetz Lutz                                              | 1910    |       |
| Familie Caspary                                              | Familie Caspary                                              | Friedhof Preungesheim, B/adM 3-4 Lage   | Serielle Kreuzstele über Eck aus poliertem schwarzen Granit von Steinmetz Wagner                                                                     | 1904    |       |
| Familie Braumann                                             | Familie Braumann                                             | Friedhof Preungesheim, B Lage           | Kreudenkmal aus poliertem schwarzen Granit von Steinmetz Wagner                                                                                      | 1906    |       |
| Familie Busch-Beckert                                        | Familie Busch-Beckert                                        | Friedhof Preungesheim, B/adM 26-28 Lage | Wandstele mit Segmentbogenabschluss aus geschliffenem rotem Sandstein akzentuiert durch Tondo mit Christuskopfrelief Entwurf sign. Greiner Jugenheim | 1927    |       |
| Familie Diehl                                                | Familie Diehl                                                | Friedhof Preungesheim, B/adM 56-58 Lage | Wandstele in Form einer Ädikula unter getrepptem Giebel aus poliertem schwarzen Granit von Steinmetz J. Hösbacher                                    | 1913    |       |